# Franciszek Bartoszek
Franciszek Józef Bartoszek ps. „Jacek”, „Stefan” (ur. 27 października 1910 w Pieraniu, zm. 14 maja 1943 w Warszawie) – plastyk, członek Polskiej Partii Robotniczej i Gwardii Ludowej.

## Życiorys
W 1937 roku ukończył studia na Akademii Sztuk Pięknych w Warszawie pod kierunkiem Tadeusza Pruszkowskiego i Feliksa Kowarskiego. Członek OMS „Życie”. Był współzałożycielem i jednym z członków działającego w latach 1934–1938 stowarzyszenia plastycznego Czapka Frygijska.
Pod koniec września 1939 roku wyjechał do Lwowa, skąd w końcu 1940 roku przeniósł się do Jasła. Podczas licznych przyjazdów do Warszawy jako antyfaszysta nawiązał kontakt ze Związkiem Walki Wyzwoleńczej (ZWW). W styczniu 1942 roku uzyskał członkostwo PPR. W maju 1942 wyznaczony zastępcą dowódcy grupy specjalnej Sztabu Głównego GL.
17 stycznia 1943 roku osobiście dokonał zamachu na niemiecką restaurację „Mitropa” na Dworcu Głównym. Wspólnie z Janem Strzeszewskim „Wiktorem” organizował akcję na Państwową Wytwórnię Papierów Wartościowych, przeprowadzoną 28 lutego 1943 roku.
W marcu 1943 r. był dowódcą grupy likwidacyjnej, która dokonała skutecznego zamachu na Aleksandra Reszczyńskiego, warszawskiego komendanta policji granatowej. W tym samym miesiącu, po śmierci „Wiktora”, awansował na dowódcę grupy specjalnej i członka Sztabu Głównego GL. Równocześnie pełnił funkcję sekretarza organizacji „Komitet Daru Narodowego”. Zginął 14 maja 1943 roku podczas akcji zbrojnej na Bank „Społem” w Warszawie.
Pośmiertnie został awansowany na podpułkownika i odznaczony Orderem Krzyża Grunwaldu III klasy.

## Upamiętnienie
W okresie PRL jego imieniem nazwano doroczną nagrodę plastyczną.
W latach 1964–1990 Franciszek Bartoszek był patronem Poznańskiego Pułku Obrony Terytorialnej w Gnieźnie.